# Nichtigkeitsbeschwerde zur Wahrung des Gesetzes
Die Nichtigkeitsbeschwerde zur Wahrung des Gesetzes – kurz Wahrungsbeschwerde – ist ein Rechtsmittel des  österreichischen Strafprozessrechts. 
Sie ist in § 23 Strafprozessordnung normiert und ermöglicht es der Generalprokuratur, Urteile, Beschlüsse und Vorgänge der Strafgerichte gemäß § 34 Absatz 1 Z1 StPO dem Obersten Gerichtshof zur Entscheidung vorzulegen. Die Wahrungsbeschwerde dient der nachträglichen Feststellung von Rechtsfehlern und kann unbefristet erhoben werden unabhängig davon, ob der Angeklagte oder die Staatsanwaltschaft das Urteil angefochten haben. Da der Generalprokurator als Organ der Gerichtsbarkeit nicht über Rechte verfügt, sondern Kompetenzen wahrnimmt, setzt die Einlegung der Wahrungsbeschwerde nicht voraus, dass der Generalprokurator in seinen Rechten verletzt ist.
Im Übrigen ist jedermann berechtigt, die Erhebung einer Nichtigkeitsbeschwerde zur Wahrung des Gesetzes anzuregen.
Der Oberste Gerichtshof entscheidet über die Wahrungsbeschwerde in öffentlicher Verhandlung. Findet er, dass das Gesetz verletzt wurde, stellt er dies in seinem Urteil fest. Dies dient der Klarheit und Einheitlichkeit der Rechtsanwendung. Grundsätzlich hat gemäß § 292 StPO die Entscheidung des Obersten Gerichtshof keine Auswirkung auf den Angeklagten. War mit der Gesetzesverletzung jedoch ein Nachteil für den Angeklagten verbunden, beseitigt das Höchstgericht den Nachteil, zum Beispiel durch Aufhebung der fehlerhaften Entscheidung und Anordnung eines neuen Verfahrens.